# Neith (feltételezett hold)
A Neith egy feltételezett objektum, amit először Giovanni Domenico Cassini látott és a Vénusz holdjának hitte, később azonban kiderült, hogy ilyen égitest nem létezik.

## Felfedezése
1672-ben Giovanni Domenico Cassini talált egy kisebb objektumot a Vénusz közelében. Akkor nem készített róla jelentős jegyzeteket, de mikor 1686-ban újra látta, hivatalos közleményt adott ki a Vénusz lehetséges holdjáról. Az égitestet hosszú időn keresztül sok más csillagász is látta: James Short 1740-ben; Andreas Mayer 1759-ben; Joseph Louis Lagrange 1761-ben, amikor még tizennyolcszor észlelték, beleértve azt, mikor egy kis folt követte a Vénuszt, mialatt az áthaladt a Nap előtt. Nyolcszor észlelték 1764-ben, és Christian Horrebow is látta 1768-ban.

## Megfigyelések
Sok csillagász – köztük William Herschel is 1768-ban – hiába kereste a holdat. Cassini a Neith átmérőjét eredetileg a Vénusz átmérőjének egynegyedében határozta meg. 1761-ben Lagrange bejelentette, hogy a Neith pályája merőleges az ekliptikára. 1761-ben a Bécsi Obszervatórium igazgatója úgy gondolta, hogy az égitest csupán illúzió – „A Vénusz erős fénye belesütött az észlelők szemébe, onnan pedig visszaverődött a teleszkópba, létrehozva egy kisebb, másodlagos képet.” 1777-ben J. H. Lambert a Neith keringési idejét 7 napra és 3 órára becsülte.
1884-ben Jean-Charles Houzeau, a Brüsszeli Királyi Obszervatórium igazgatója feltételezte, hogy a „hold” valójában egy bolygó, ami 283 naponként kerüli meg a Napot. Egy ilyen planéta 1080 naponként együttállásban lenne a Vénusszal, ami illene az eddigi megfigyelésekhez. Hozeau volt az első, aki az égitestet Neithnek nevezte, egy egyiptomi istennő után.
A Belga Tudományos Akadémia 1887-ben tanulmányt adott ki, amiben tanulmányozta az összes közzétett észlelést. Azt mondták, hogy az észlelések többsége betudható annak, hogy egy csillag volt a Vénusz közelében.